# هيلين براندت
هيلين براندت (بالإنجليزية: Helene Brandt)‏ هي نحّاتة أمريكية، ولدت في 1936 في فيلادلفيا في الولايات المتحدة، وتوفيت في 27 أغسطس 2013 في نيوبيرن في الولايات المتحدة.